# Kukačka modrolící
Kukačka modrolící (Phaenicophaeus viridirostris) je druh kukačky, která se vyskytuje v opadavých lesích a křovinatých oblastech jižní Indie a Šrí Lanky.

## Systematika
Za taxonomickou autoritu druhu se považuje anglický přírodovědec Thomas C. Jerdon, jenž kukačku popsal v roce 1840. Jerdon nově popsaný druh zařadil do rodu Zanclostomus, nicméně viděl i podobnosti s rodem Phaenicophaeus, do kterého kukačku zařazuje moderní taxonomie. Jedná se o monotypický taxon. Druhové jméno viridirostris pochází z latinského viridis („zelený“) a -rostris („zobákový“; rostrum = „zobák“).

## Výskyt
Kukačka modrolící se vyskytuje na Šrí Lance a v jižní Indii. Stanoviště druhu v Indii tvoří řídce zalesněné lesnaté a křovinaté oblasti, otevřená sekundární džungle do 1150 m n. m. Na Šrí Lance vyhledává hlavně trnité křoviny (např. pryšec (Euphorbia) do 330 m n. m.

## Popis

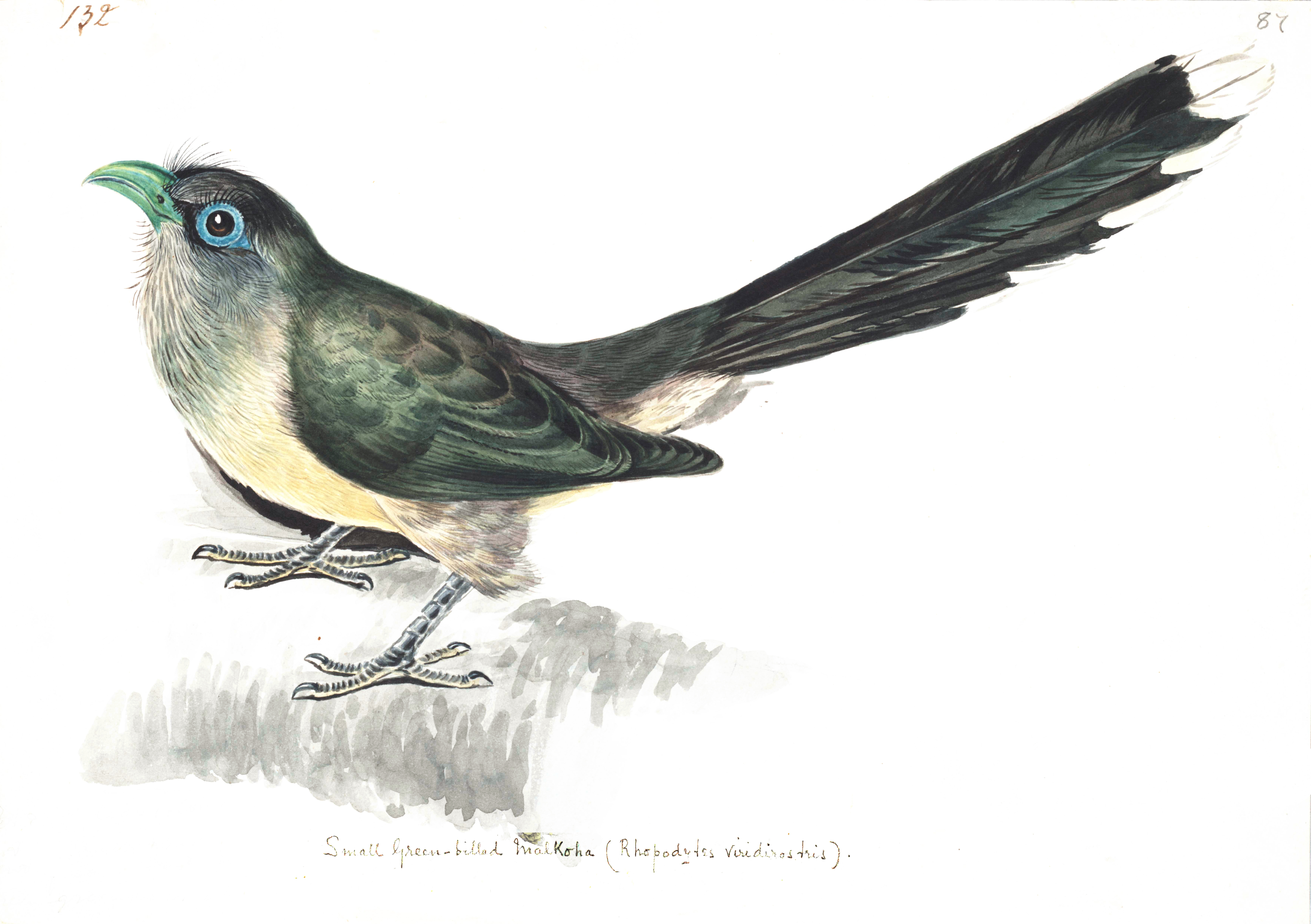
Malba kukačky modrolící (Elizabeth Gwillim, 1801)

Délka těla dosahuje 39 cm, z čehož kolem 22 cm zabírá ocas. Samec i samice vypadají stejně. Hlava je břidlicově šedá, hřbet je zelenavě šedý, křídla zelená. Kolem očí se nachází neopeřený oční kroužek, takže prosvítá světle modrá kůže. Duhovky mají tenký bílý vnější kroužek s červeným vnitřním kroužkem. Zobák je rohovinový, nohy břidlicové. Krk a hruď jsou tmavě šedé s jemným bílým proužkováním, břicho je šedé. Spodní krovky ocasní jsou tmavě šedé s rezavými konci. Svrchní krovky ocasní jsou černé se zeleným odleskem a bílými konečky. Nedospělý jedinec má stejné vzory jako dospělec, avšak jeho opeření je bledší.

## Biologie
Pohybuje se hlavně v korunách stromů, avšak občas se může vyskytovat i při zemi. Živí se ovocem, může pozřít i velké bezobratlé (sarančata, cvrčky) nebo menší obratlovce (plazy aj.). Tato kukačka je převážně tichá, při vyrušení se projevuje nízko položeným kraa. Může zahnizďovat kdykoliv po celý rok, i když nejčastěji hnízdí od března do května. Hnízdo šálkovitého tvaru si staví z trnitých zelených větviček nízko na stromě. Samice snáší 2, případně 3 křídově zbarvená vejce o rozměru kolem 30×25 mm.

## Ohrožení a početnost
Mezinárodní svaz ochrany přírody (IUCN) považuje kukačku modrolící za málo dotčený druh. Populace kukačky sice nebyla kvantifikována, nicméně globální stavy nic akutně neohrožuje, takže se populační trend považuje za stabilní.